# Ute Wild
Ute Wild (Zschopau, 14 de junio de 1965) es una deportista de la RDA que compitió en remo.
Participó en los Juegos Olímpicos de Seúl 1988, obteniendo una medalla de oro en la prueba de ocho con timonel. Ganó cuatro medallas en el Campeonato Mundial de Remo entre los años 1986 y 1990.

## Palmarés internacional
| Juegos Olímpicos   | Juegos Olímpicos         | Juegos Olímpicos  | Juegos Olímpicos |
| Año                | Lugar                    | Medalla           | Prueba           |
| ------------------ | ------------------------ | ----------------- | ---------------- |
| 1988               | Seúl (Corea del Sur)     | Medalla de oro    | Ocho con timonel |
| Campeonato Mundial |                          |                   |                  |
| Año                | Lugar                    | Medalla           | Prueba           |
| 1986               | Nottingham (Reino Unido) | Medalla de plata  | Ocho con timonel |
| 1987               | Copenhague (Dinamarca)   | Medalla de plata  | Dos sin timonel  |
| 1989               | Bled (Yugoslavia)        | Medalla de plata  | Ocho con timonel |
| 1990               | Tasmania (Australia)     | Medalla de bronce | Ocho con timonel |